# Юзеф Варшевич

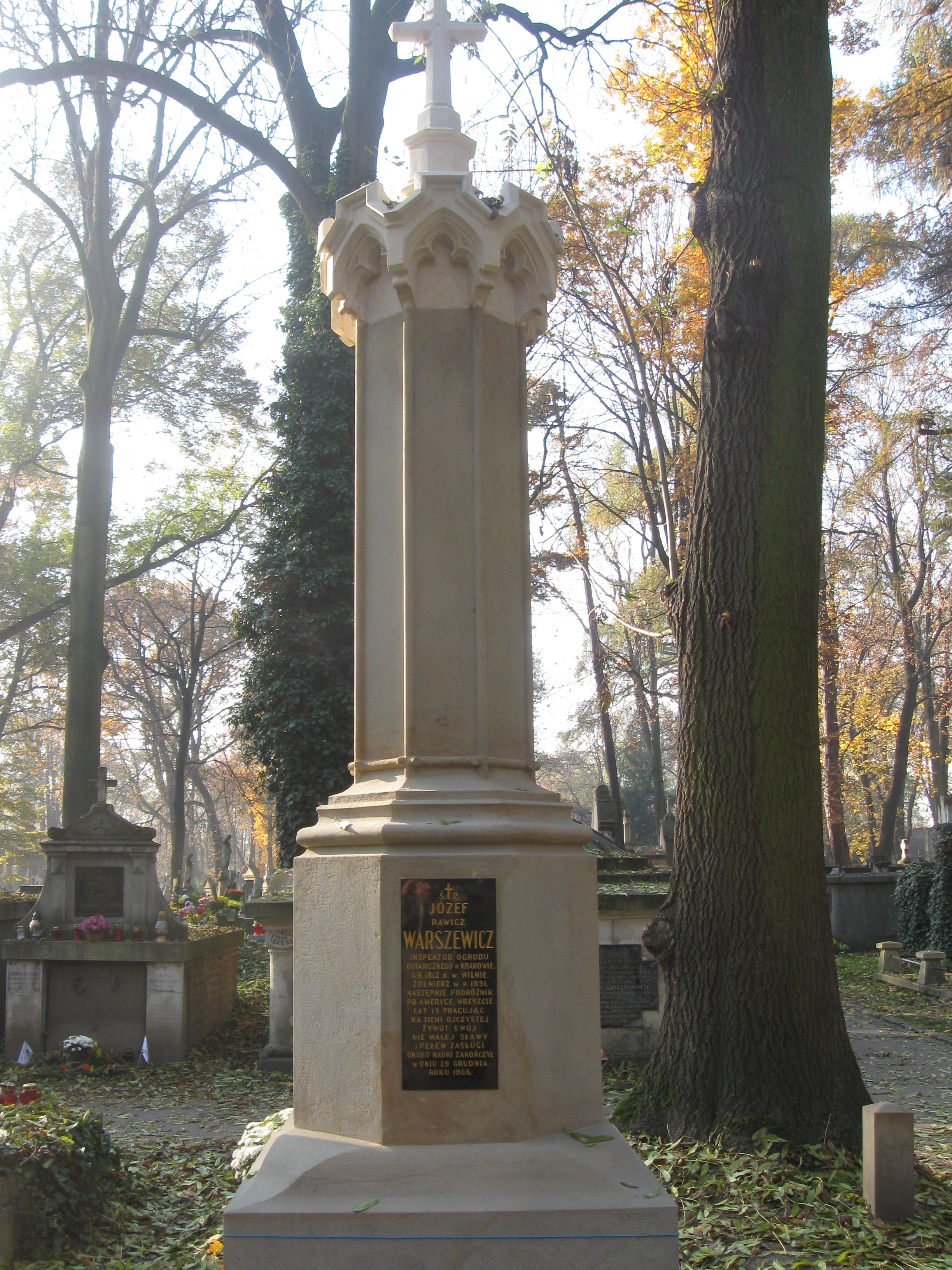
Надгробок на могилі Йозефа Варшевича на Раковицькому цвинтарі.

Юзеф Варшевич (пол. Józef Warszewicz) (8 вересня 1812 — 29 грудня 1866) — польський ботанік.

## Біографія
Юзеф Варшевич народився 8 вересня 1812 року у Вільнюсі.
Він навчався у Віленському університеті. У 1831 році після придушення польського повстання емігрував за кордон. Працював декілька років у Берліні у тамтешньому Ботанічному саду. За сприяння Александера фон Гумбольдта, він брав участь у наукових експедиціях: у 1845-50 роках до Середньої та Південної Америки та у 1850—1853 роках знову до Південної Америки. Ці поїздки принесли значні наукові досягнення, та у 1854 році Юзеф Варшевич повернувся до Польщі та працював у ботанічному саду Кракова. Він спеціалізувався на орхідних рослинах.
З 1865 року він був активним членом місцевого Краківського наукового товариства. Помер 29 грудня 1866 року у Кракові, похований на Раковицькому цвинтарі.

## Визнання
На честь Варшевича названо понад видів та 3 роди рослин, серед них Warszewiczia, Warscewiczella, Warscaea, Canna warszewiczii та Stanhopea warszewicziana.